# Zitterbewegung
Zitterbewegung (нім. Zitterbewegung — «тремтячий рух», читається «цітербевеґунґ») — швидкий вібраційний рух елементарної частинки (зокрема, електрона), що описується рівнянням Дірака. Існування такого руху вперше передбачив Шредінгер 1930 року, який проаналізував розв'язок рівняння Дірака для релятивістського вільного електрона, що має вид хвильового пакету, в якому інтерференція між станами з додатньою та від'ємною енергіями призводить до тремтіння електрона навколо середнього положення з кутовою частотою {\displaystyle 2mc^{2}/\hbar \,\!} або приблизно 1,6× 1021 Гц.

## Виведення виразу, що описує Zitterbewegung
Рух вільного релятивістського електрона можна описати рівнянням, аналогічним за формою рівнянню Шредінгера
{\displaystyle H\psi (\mathbf {x} ,t)=i\hbar {\frac {\partial \psi }{\partial t}}(\mathbf {x} ,t)\,\!}
де
{\displaystyle H=\alpha _{0}mc^{2}+\sum _{j=1}^{3}\alpha _{j}p_{j}\,c\,\!} — гамільтоніан Дірака.
Тоді для опису залежності будь-якого оператора Q від часу справедливо:
{\displaystyle -i\hbar {\frac {\partial Q(t)}{\partial t}}=\left[H,Q\right]\,\!\;.}
Зокрема, для похідної за часом від оператора координати {\displaystyle x_{k}(t)\,\!}
{\displaystyle \hbar {\frac {\partial x_{k}(t)}{\partial t}}=i\left[H,x_{k}\right]=\alpha _{k}\,\!\;.}
Отримане рівняння показує, що оператор {\displaystyle \alpha _{k}} можна інтерпретувати як k-у компоненту оператора швидкості.
Залежність цього оператора від часу описується, у свою чергу, виразом
{\displaystyle \hbar {\frac {\partial \alpha _{k}(t)}{\partial t}}=i\left[H,\alpha _{k}\right]=2ip_{k}-2i\alpha _{k}H\,\!\;.}
Оскільки {\displaystyle p_{k}}, і {\displaystyle H} не залежать від часу, вищенаведене рівняння можна двічі проінтегрувати по {\displaystyle t\,\!}, отримавши таку залежність оператора координати від часу :
{\displaystyle x_{k}(t)=x_{k}(0)+c^{2}p_{k}H^{-1}t+{1 \over 2}i\hbar cH^{-1}(\alpha _{k}(0)-cp_{k}H^{-1})(e^{-2iHt/\hbar }-1).\,\!}
У отриманий вираз входить початкове положення, пропорційний часу зсув і додатковий член, що відповідає за осциляції з амплітудою, яка дорівнює комптонівській довжині хвилі. Це осциляційний доданок — так званий «Zitterbewegung».
Ця складова зникає, якщо припустити, що хвильовий пакет складається лише з хвиль із додатньою енергією. Таким чином, «Zitterbewegung» можна інтерпретувати як результат інтерференції між компонентами хвилі з позитивною і негативною енергіями.

## Дослідне підтвердження
Цітербевегунг ніколи не спостерігався для електрона через надто високу частоту, однак
2009 року його експериментально спостерігали для захоплених у пастку йонів, рух яких описується рівнянням, аналогічним рівнянню Дірака, підтвердивши передбачення Шредінгера.